# Meridiano 129 E
O meridiano 129 E é um meridiano que, partindo do Polo Norte, atravessa o Oceano Ártico, Ásia, Oceano Pacífico, Oceano Índico, Austrália, Oceano Antártico, Antártida e chega ao Polo Sul. Forma um círculo máximo com o Meridiano 51 W.
Na Austrália, este meridiano define a fronteira oriental da Austrália Ocidental, e as fronteiras ocidentais do Território do Norte e Austrália Meridional.
Começando no Polo Norte, o meridiano 129º Este tem os seguintes cruzamentos:
| País, território ou mar | Notas |
| ----------------------- | --- |
| Oceano Ártico           | |
| Mar de Laptev           | |
| Rússia                  | Iacútia - Ilhas no delta do rio Lena e continente Oblast de Amur                                         |
| China                   | Heilongjiang Jilin                                                                                       |
| Coreia do Norte         | |
| Mar do Japão            | |
| Coreia do Sul           | |
| Mar da China Oriental   | Estreito da Coreia - Passa a oeste da ilha Shimonoshima, Japão                                           |
| Japão                   | Ilhas Nakadorijima, Wakamatsujima e Kabajima, Ilhas Gotō                                                 |
| Mar da China Oriental   | |
| Japão                   | Ilhas Kaminonejima e Yokoatejima, Ilhas Tokara                                                           |
| Mar da China Oriental   | |
| Japão                   | Ilha Tokunoshima                                                                                         |
| Oceano Pacífico         | Passa a leste da ilha Halmahera, Indonésia                                                               |
| Mar de Halmahera        | |
| Mar de Ceram            | |
| Indonésia               | Ilha Seram                                                                                               |
| Mar de Banda            | |
| Indonésia               | Ilha Sermata                                                                                             |
| Mar de Timor            | |
| Austrália               | Fronteira Austrália Ocidental / Território do Norte Fronteira Austrália Ocidental / Austrália Meridional |
| Oceano Índico           | |
| Oceano Antártico        | |
| Antártida               | Território Antártico Australiano, reivindicado pela Austrália                                            |